# 音楽に寄せて
『音楽に寄せて』（おんがくによせて、An die Musik）作品88-4、D547は、オーストリアの作曲家フランツ・シューベルトが1817年3月に作曲した歌曲。友人のフランツ・フォン・ショーバーの詩に作曲した。かつては『楽に寄す』と訳されていた。

## 概要

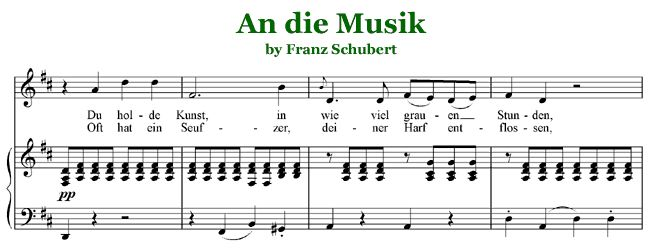
冒頭部分

音楽に対する愛と感謝の念を率直に表現した作品で、シューベルトの傑作の一つに数えられ、ディートリヒ・フィッシャー＝ディースカウの言葉を借りれば、この曲で二人の共作は「不滅のものとなった」。また、二人の友情の永遠の記念碑といわれることもままある。
曲はニ長調、2分の2拍子で、極めて簡素な音楽ながら、冒頭から歌声部とピアノのバス声部の対話が豊かであり、忘れ難い印象を残す。全体を2節に分けたシュトローフェンリート（有節歌曲）である。

## 原詩全文

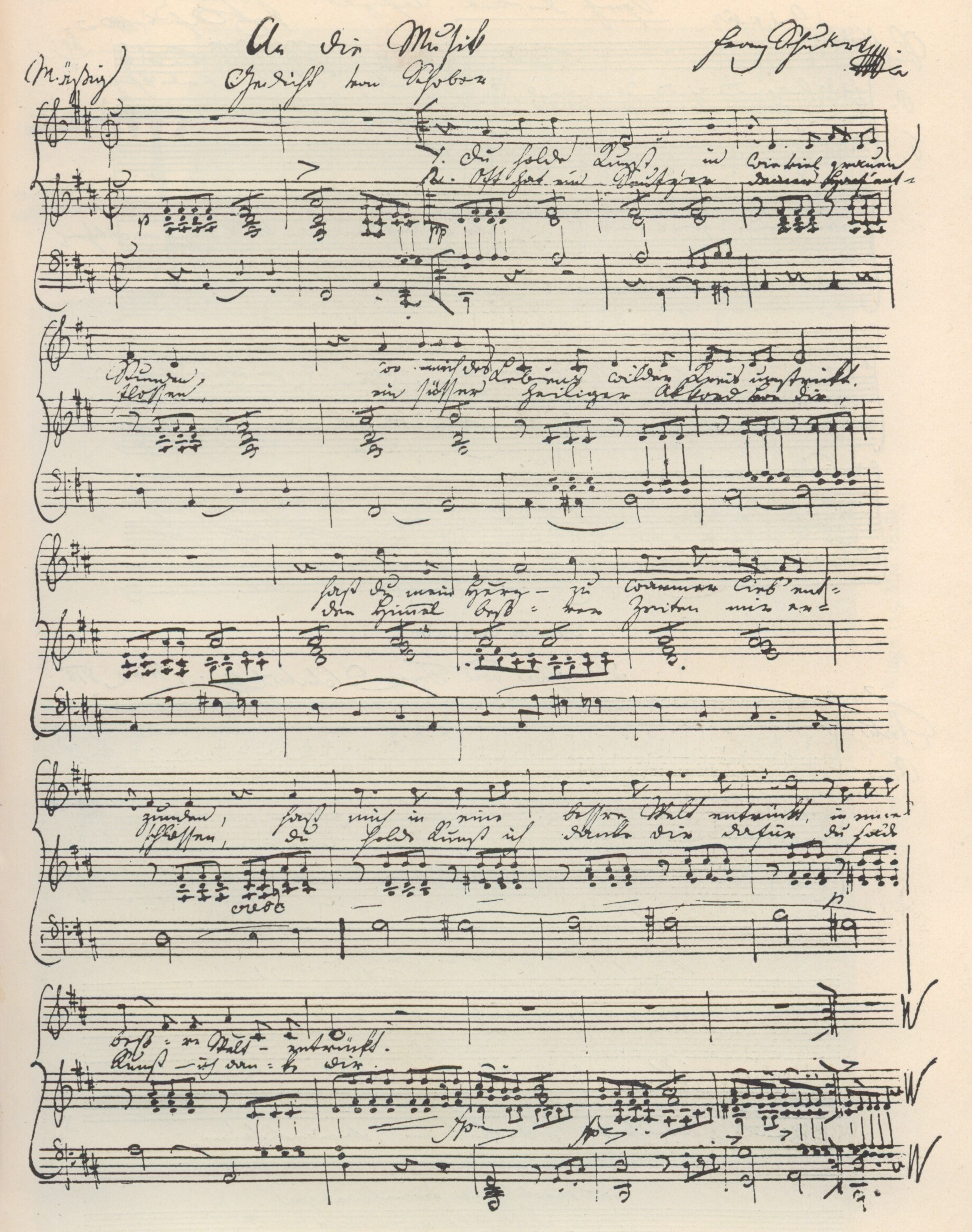
自筆譜

An die Musik
Franz von Schober
Du holde Kunst, in wieviel grauen Stunden,
wo mich des Lebens wilder Kreis umstrickt,
hast du mein Herz zu warmer Lieb' entzunden!
Hast mich in eine beß're Welt entrückt!
Oft hat ein Seufzer, deiner Harf' entflossen,
ein süßer, heiliger Akkord von dir
den Himmel beß'rer Zeiten mir erschlossen,
du holde Kunst, ich danke dir dafür!